# ピーター・メイビア
"ハイ・チーフ" ピーター・メイビア（"High Chief" Peter Maivia、本名：Fanene Leifi Pita Maivia、1937年4月6日 - 1982年6月13日）は、アメリカ領サモア出身のプロレスラー。より原音に近いファミリーネームの表記は「マイヴィア」。
WWEやハリウッドで活躍するドウェイン・ジョンソンの祖父として知られる。またワイルド・サモアンズの父と義兄弟であったことからプロレス界の名門アノアイ・ファミリーの一員にも数えられている。下腹部から大腿部にかけて一面に彫られたサモア民族の入れ墨を "High Chief" のシンボルとし、ベアフットで試合を行っていた。また、孫のドウェイン・ジョンソンが演じるウォルト・ディズニー・アニメーション・スタジオの作品『モアナと伝説の海』に登場するキャラクターのマウイのモデルにもなった。

## 来歴
ニュージーランドのプロモーター兼レスラーであるスティーブ・リッカードのトレーニングを受け、1960年にデビュー。 1964年8月3日、リッカードからニュージーランド・ヘビー級王座を奪取。同年はカンガルー・ケネディを下してオーストラレージアン・ヘビー級王座も獲得した。ヨーロッパにも遠征し、1966年には悪役で出演した映画『007は二度死ぬ』の撮影で日本を訪れている。
1968年よりハワイを主戦場とし、5月22日にジム・ヘイディと組んでキング・カーティス・イヤウケア&リッパー・コリンズからNWAハワイ・タッグ王座を奪取。同年11月、国際プロレスの第1回IWAワールド・シリーズに来日。予選リーグ戦で対戦したビル・ロビンソンとはリングを離れたストリートファイトでも一戦交えた（ロビンソンは、この時にメイビアに目玉をくり抜かれて隻眼になったとされる場合があるが、自著によると少年時代の怪我で片方の眼球を損傷していたという）。シリーズ最終戦の12月21日には大阪府立体育館にてジョージ・ゴーディエンコと組み、豊登&サンダー杉山のTWWA世界タッグ王座にも挑戦している。
1969年にアメリカ本土のサンフランシスコ地区に上陸し、8月9日にペッパー・ゴメスと組んでキンジ渋谷&マサ斎藤からNWA世界タッグ王座を奪取。ゴメスの負傷後は、レイ・スティーブンスや後に娘婿となるロッキー・ジョンソンをパートナーに、パット・パターソン&スーパースター・ビリー・グラハムなどのチームと抗争を展開した。1971年7月31日にはポール・デマルコを破り、サンフランシスコ地区のフラッグシップ・タイトルだったUSヘビー級王座を獲得している。
以降もハワイとサンフランシスコを主戦場として往復しつつ、南西部のテキサス州ダラス地区にも進出。1975年10月31日にジョン・トロスからNWAテキサス・ヘビー級王座を奪取し、スタン・ハンセンともタイトルを争った。1976年はミネソタのAWAに参戦、クラッシャー・リソワスキーやペドロ・モラレスと組み、マッドドッグ・バション、バロン・フォン・ラシク、ブラックジャック・ランザ、ボビー・ダンカンらと抗争。11月にはニック・ボックウィンクルのAWA世界ヘビー級王座に連続挑戦している。
1977年よりWWWF（WWF）に登場。当初はサモアの王族ギミックのベビーフェイスとして、サンフランシスコ時代から因縁のある悪党王者ビリー・グラハムと抗争。インディアン・ギミックのチーフ・ジェイ・ストロンボーとのチーフ・コンビも人気を呼んだ。1978年、ボブ・バックランドがグラハムを破り新王者になってからもバックランドの盟友として活躍していたが、同年11月、バックランドやストロンボーを裏切ってヒールに転向。フレッド・ブラッシーをマネージャーに迎え、ニューヨークのマディソン・スクエア・ガーデンでの定期戦において、バックランドのWWWFヘビー級王座に3か月連続で挑戦している（3度目の挑戦となる1979年1月22日の定期戦では、スチール・ケージ・マッチによる決着戦が行われた）。
この間、1978年6月にWWWFとの提携ルートで新日本プロレスに参戦、10年ぶりの来日を果たす。後にマネージャーに付くブラッシーも同行して、アントニオ猪木ともシングルマッチで対戦。7月24日には広島県立体育館において、ヘイスタック・カルホーンと組んで坂口征二&ストロング小林の北米タッグ王座に挑戦した。新日本プロレスへはバックランドとの抗争終結後の1979年4月にも再来日しており、MSGシリーズの第2回大会に出場したが、予選トーナメントで長州力に敗れ、決勝リーグ進出は果たせず途中帰国している。シリーズ中はハンセンや上田馬之助とのタッグチームも実現した。同年9月にはニュージーランドでハーリー・レイスのNWA世界ヘビー級王座に連続挑戦、王座奪取はならなかったものの、流血の死闘を演じてレイスを追い込んでいる。
1980年代に入るとハワイでプロモーターとして活動。現役選手としても、1980年3月にコリンズからNWAハワイ・ヘビー級王座を、1981年5月25日にはロサンゼルス地区でビクター・リベラからNWAアメリカス・ヘビー級王座をそれぞれ奪取するなど健在ぶりをアピール。1981年9月にはメキシコのLLIに遠征、カネックをパートナーに迎え、同月27日にアンドレ・ザ・ジャイアント&小林邦昭、30日にアンドレ&エル・ソリタリオと対戦した（来墨が中止になったキラー・カーンに代わるアンドレの対戦相手として急遽ブッキングされたという）。
1982年6月13日、ホノルル市内の病院で癌のため死去。45歳没。2008年にはWWE殿堂に迎えられ、孫のザ・ロックがインダクターを務めた。

## 得意技
- ショルダー・クロー
- ドロップキック
- サモアン・ドロップ
- ココナッツ・クラッシュ

## 獲得タイトル
NWAオールスター・プロレスリング
- NWAニュージーランド・ヘビー級王座：1回[7]
- NWAオーストラレージアン・ヘビー級王座：2回[8]

NWAミッドパシフィック・プロモーションズ
- NWAハワイ・ヘビー級王座：1回[29]
- NWAハワイ・タッグ王座：4回（w / ジム・ヘイディ、ビリー・ホワイト・ウルフ、サム・スティムボート×2）[9]

NWAビッグタイム・レスリング
- NWAテキサス・ヘビー級王座：2回[18]

NWAサンフランシスコ
- NWA USヘビー級王座（サンフランシスコ版）：2回[17]
- NWA世界タッグ王座（サンフランシスコ版）：5回（w / ペッパー・ゴメス、レイ・スティーブンス×2、パット・パターソン×2）[15]

NWAハリウッド・レスリング
- NWAアメリカス・ヘビー級王座：1回[30]

ワールド・レスリング・エンターテインメント
- WWE殿堂：2008年度[11]